# Galium blinii
Galium blinii är en måreväxtart som beskrevs av Augustin Abel Hector Léveillé. Galium blinii ingår i släktet måror, och familjen måreväxter. Inga underarter finns listade i Catalogue of Life.